# 高見寛恭
高見 寛恭（たかみ かんきょう、1910年（明治43年）6月8日 - 1996年（平成8年））は、日本の真言宗の僧侶・高野山大学教授。

## 経歴
- 明治43年 京都府京都市生まれ
- 大正12年、泉涌寺雲龍院道場にて泉涌寺長老泉智等に従って出家
- 大正15年 - 昭和2年、高見寛應に従って中院流加行灌頂を成満
- 昭和5年、東寺法主松永昇道に従って受戒
- 昭和9年、龍谷大学史学科卒業
- 昭和15年4月 - 23年12月、京都東寺中学校教諭を務める
- 昭和22年4月1日、真言宗伝灯会会長に就任
- 昭和24年6月、高野山真言宗萬福寺住職就任
- 昭和44年4月、高野山大学講師に就任、密教大辞典を編纂
- 昭和51年4月、種智院大学非常勤講師に就任
- 昭和54年4月、高野山大学密教学科教授に就任
- 昭和58年3月、同定年退職
- 昭和59年1月、後七日御修法大行事に参加
- 昭和63年11月、高野山学修灌頂十二会にて大阿を務める
- 平成2年1月、後七日御修法大行事
- 平成8年、遷化

### 受賞歴
- 平成元年、密教学芸賞

## 著書
- 『理趣法の心得』
- 『真言宗引導作法具書』

### 編著
- 『中院流院家相承伝授録』上下
- 『鎌田観應大和上中院流院家相承伝授録』
- 『泉智等傳三憲伝授手鑑』
- 『御流神道伝授録』
- 『保寿院流大覚寺伝門跡相承伝授録』上下
- 『東寺傳西院流』上下
- 『西大寺流伝授録補闕鈔』上下
- 『安流伝授録』上中下

### 次第折本
- 『五日三時法』4帖
- 『弘法大師秘法』3帖
- 『星供護摩次第中院流』1帖

### 論文
- CiNii>高見寛恭
- INBUDS>高見寛恭